# The Way You Want Me to Be
«The Way You Want Me to Be» es una canción escrita por David Price y Thomas Kelly, y producida por Alan Price. Apareció en el sello Polydor como lado B de un sencillo británico acreditado al nombre artístico de Lamplight y lanzado el 23 de mayo de 1975.

## Versión de Marianne Faithfull
Marianne Faithfull grabó su propia versión de «The Way You Want Me to Be» para su álbum inspirado en composiciones country Dreamin' My Dreams, junto a la banda de rock The Grease Band y bajo la producción de Derek Wadsworth.
La canción fue lanzada en principio como lado B del sencillo irlandés «Wrong Road Again» en 1976. Más tarde, con el relanzamiento de su álbum Dreamin' My Dreams bajo el título Faithless en 1978, se escogió como sencillo en el Reino Unido y fue lanzado en septiembre de 1978 con «That Was the Day (Nashville)» como lado B.